# Ziepniekkalns
Ziepniekkalns es un barrio de la ciudad de Riga, Letonia.

## Superficie
Posee una superficie de 5,942 kilómetros cuadrados (594,2 hectáreas).

## Población
Hasta 2021 presentaba una población de 30 715 habitantes, con una densidad de población de 5169,13 habitantes por kilómetro cuadrado.

## Transporte

### Rutas
- Autobús: 10, 23, 26, 44, 46, 56, 60.[1]
- Trolebús: 19, 27.[1]
- Tranvía: 10.[1]
- Autobús expreso: 333.[1]